# Eric Fossum
Eric R. Fossum (* 17. Oktober 1957 in Simsbury, Connecticut) ist ein US-amerikanischer Elektroingenieur, der als Erfinder des Active Pixel Sensors (APS) gilt.
Fossum studierte Physik am Trinity College in Hartford in Connecticut mit dem Bachelor-Abschluss 1979 und wurde 1984 an der Yale University in Elektrotechnik promoviert. Danach war er bis 1990 an der Columbia University, wo er sich mit Charged Coupled Devices (CCDs) befasste. Ab 1990 war er am Jet Propulsion Laboratory, wo er die Forschung zu Bildsensoren leitete. Im Rahmen der Arbeit zur Miniaturisierung von CCDs für Weltraummissionen am Jet Propulsion Laboratory entwickelte er dort Active Pixel Sensors oder CMOS-Kameras. Die Technik fand später weite Verbreitung in Digitalkameras, Medizintechnik, PC-Kameras und Handy-Kameras. Zur Weiterentwicklung von APS gründete er 1995 die Firma Photobit, die 2001 an Micron Technology verkauft wurde. 2003 verließ er Micron und wurde CEO von SiWave Inc. (später in Siimpel umbenannt), die Mikrosystemtechnik für Handys entwickelt. Fossum war von 2008 bis 2013 Berater von Samsung.
Er lehrte als Professor an der University of Southern California und am Dartmouth College, an dem er seit 2010 Professor an der Thayer School of Engineering ist.
Er wurde 2011 in die National Inventors Hall of Fame aufgenommen und hält über 150 US-Patente. Fossum ist Fellow des IEEE und erhielt 2009 deren Andrew S. Grove Award und 2014 die Wilbur Cross Medal der Yale University. 1986 erhielt er einen Presidential Young Investigator Award und 1996 die NASA Exceptional Achievement Medal. 2003 erhielt er die Progress Medal der Photographic Society of America und 2004 die der Royal Photographic Society, 2017 erhielt er den Queen Elizabeth Prize for Engineering, 2020 die Edwin H. Land Medal der Optical Society of America. 2025 wurde er mit der National Medal of Technology and Innovation ausgezeichnet. Er war einer der Gründer der International Image Sensor Society und war deren Präsident.  Fossum ist Mitglied der National Academy of Engineering.